# パルマステガ
パルマステガ（学名：Parmastega）は、ロシア連邦コミ共和国で化石が産出した、古生代デボン紀末（約3億7200万年前）に生息した四肢動物の属。長さ約25センチメートルの頭蓋骨と肩骨烏口骨が確認されており、アカントステガと同様のプロポーションを仮定して全長約1.3メートルと推定されている。眼窩周辺の骨が隆起し、現生のワニのように眼球が高い位置にある点を特徴とする。
上記の特徴から、パルマステガはワニのように体の大部分を水中に沈めたまま水上の様子を観察可能であった。これは狩りに適した特性であるが、パルマステガが何を狩猟対象にしていたかは謎である。当時の陸上には大型無脊椎動物が生息していたものの、ありふれた存在ではなかった。水際で休息する初期の両生類を襲った可能性もあるが、これはより思弁的な側面が強い。陸と海のどちらの環境でも不自由しないウミサソリを狩猟対象とした可能性もある。

## 命名と語源
パルマステガの化石はロシア連邦コミ共和国で発見されており、ロシア科学アカデミーウラル支部のパベル・A・ベゾノフらが報告した。属名 Parmastega はコミ語の単語である parma に由来しており、化石が発見された当該地域に典型的な、森林のある丘の光景を表現している。属名のもう一つの由来である stégi はギリシア語に起源を持ち、頭蓋天井への言及である。

## 形態と生態
推定されるパルマステガの全長の最大値は約130センチメートルである。眼球は現生のワニと同様に頭部の最上部に位置しており、体を水面下に沈めたまま水面上を視認して過ごすことが可能であった可能性が高い。パルマステガはほぼ線維軟骨結合である板の上に並ぶ辺縁歯の歯列と鋭い1対の牙を有しており、これらの歯を用いて水辺における待ち伏せ型の捕食動物として振る舞っていたと考えられている。ただし、当時ありふれた陸上大型無脊椎動物は知られておらず、何を獲物に選択していたかは定かでない。
パルマステガは、現在でいうロシアに広がっていた淡水の浅いラグーンに生息していた。他の基盤的な堅頭類と同様に、パルマステガは主に鰓呼吸を行い、低く位置する鼻孔は水面下に沈んだまま鰓に水を供給していたと推測される。加えて、上鰓器官を利用する現代の真骨類と同様に、貧酸素環境でも呼吸可能なように呼吸用の穴を頭頂部に有しており、大気を利用した呼吸も可能であった。